# Pluchea kelleri
Pluchea kelleri là một loài thực vật có hoa trong họ Cúc. Loài này được (Thell.) Thulin mô tả khoa học đầu tiên năm 2004.